# Miss France 1993
 (mai 2012).
Si vous disposez d'ouvrages ou d'articles de référence ou si vous connaissez des sites web de qualité traitant du thème abordé ici, merci de compléter l'article en donnant les références utiles à sa vérifiabilité et en les liant à la section « Notes et références ».
Miss France 1993 est la 63e élection de Miss France.

## Déroulement
Cette soirée est la 3ème à être organisée au CNIT Paris la Défense, depuis l'Amphithéâtre Léonard de Vinci, le dimanche 27 décembre 1992. Les concurrentes ont participé au stage préparatoire au nouveau parc  Euro Disney de Marne La Vallée. C'est aussi la 7ème année sur FR3 et la 2ème présentée par Julien Lepers. 
Premier tour
Ordre d'annonce des 12 demi-finalistes

.Miss Alsace
.Miss Bourgogne Sud
.Miss Camargue
.Miss Corse
.Miss Côte d'Azur
.Miss Guadeloupe
.Miss Limousin
.Miss Littoral-Sud
.Miss Lyon
.Miss Normandie
.Miss Périgord
.Miss Savoie

## Jury
- Georges Beller, Président du Jury
- Jean-Marc Anfossi
- Jean Barthet
- Jean-Christophe Canter
- Karen Cheryl (Isabelle Morizet)
- Charles Gérard
- Dominique Julienne
- Nathalie Marquay
- Patrick Préjean

## Classement final
| Résultat         | Candidate                    | Région                           |
| ---------------- | ---------------------------- | -------------------------------- |
| Miss France 1993 | Véronique de la Cruz         | Miss Guadeloupe                  |
| 1re dauphine     | Marie-Ange Contart-Caïtucoli | Miss Corse                       |
| 2e dauphine      | Cécilia Perrier              | Miss Limousin                    |
| 3e dauphine      | Rouja Chanon                 | Miss Camargue                    |
| 4e dauphine      | Sandra Praduroux             | Miss Littoral-Sud                |
| Top 12           | Paola Palermo                | Miss Alsace                      |
| Top 12           | Valérie Fredon               | Miss Côte d'Azur (5e dauphine)   |
| Top 12           | Christelle Abry              | Miss Lyon                        |
| Top 12           | Nadège Pichol-Thievend       | Miss Savoie                      |
| Top 12           | Cendrine Laurencin           | Miss Bourgogne Sud (6e dauphine) |
| Top 12           | Mylène Roxin                 | Miss Normandie                   |
| Top 12           | Renée-Noelle Chassagne       | Miss Périgord                    |

## Candidates
| Région                           | Nom                          | Élue à                   | Résidence                | Âge    |
| -------------------------------- | ---------------------------- | ------------------------ | ------------------------ | ------ |
| Miss Alsace                      | Paola Palermo                | Hagenthal-le-Bas         |                          | 20 ans |
| Miss Anjou                       | Sarah Vételé                 | Vern-d'Anjou             |                          | 19 ans |
| Miss Aquitaine                   | Karine Zava                  | La Réole                 |                          | 20 ans |
| Miss Artois                      | Béatrice Lisse               | Méricourt                |                          | 22 ans |
| Miss Auvergne                    | Cécile Ruer                  | Maurs                    |                          | 19 ans |
| Miss Bourgogne-Nord              | Patricia Rousselet           | Sens                     |                          | 19 ans |
| Miss Bourgogne-Sud               | Cendrine Laurencin           | Montceau-les-Mines       | Mâcon                    | 22 ans |
| Miss Bretagne                    | Stéphanie Duclos             | Dinan                    |                          | 18 ans |
| Miss Camargue                    | Rouja Chanon                 | Nîmes                    |                          | 18 ans |
| Miss Centre-Ouest                | Christelle Landeau           | Bourges                  |                          | 20 ans |
| Miss Champagne-Ardenne           | Emmanuelle Gonzalez          | Troyes                   |                          | 18 ans |
| Miss Charentes                   | Linda Roy                    | Jarnac                   |                          | 18 ans |
| Miss Corse                       | Marie-Ange Contart Caitucoli | Porticcio                |                          | 17 ans |
| Miss Côte d'Azur                 | Valérie Fredon               | Cannes                   | La Crau                  | 20 ans |
| Miss Côte d'Opale                | Betty Lelard                 | Berck                    |                          | 19 ans |
| Miss Franche-Comté               | Isabelle Chagnot             | Morvillars               |                          | 19 ans |
| Miss Gascogne                    | Myriam Amouroux              | Lectoure                 |                          | 19 ans |
| Miss Grand-Bordeaux              | Carole Bouchez               | Le Bouscat               |                          | 19 ans |
| Miss Guadeloupe                  | Véronique de la Cruz         | Pointe-à-Pitre           | Saint-François           | 18 ans |
| Miss Île-de-France               | Ganaëlle Pegeot              | Dammarie-les-Lys         |                          | 18 ans |
| Miss Languedoc                   | Céline Muratore              | Le Cap d'Agde            |                          | 18 ans |
| Miss Limousin                    | Cécilia Perrier              | Limoges                  | Limoges                  | 18 ans |
| Miss Littoral-Nord               | Frédérique Lemaire           | Leffrinckoucke           |                          | 18 ans |
| Miss Littoral-Sud                | Sandra Praduroux             | Juvignac                 |                          | 22 ans |
| Miss Lorraine                    | Céline Bolis                 | Villerupt                |                          | 19 ans |
| Miss Lyon                        | Christelle Abry              | Lyon                     | Lyon                     | 23 ans |
| Miss Martinique                  | Christine Marie-Luce         | Fort-de-France           |                          | 22 ans |
| Miss Midi-Pyrénées               | Stéphanie Viguié             | Villefranche-de-Rouergue | Villefranche-de-Rouergue | 20 ans |
| Miss Normandie                   | Mylène Roxin                 | Le Havre                 | Bernay                   | 20 ans |
| Miss Paris                       | Mylène Deweer                | Paris                    | Paris                    | 18 ans |
| Miss Pays d'Ain                  | Marina Richard               | Saint-Rambert-en-Bugey   |                          | 18 ans |
| Miss Pays de Loire               | Karine Martineau             | Saint-Géréon             |                          | 18 ans |
| Miss Poitou                      | Véronique Goubault           | Châtellerault            |                          | 23 ans |
| Miss Périgord                    | Renée-Noëlle Chassagne       | Bergerac                 |                          | 22 ans |
| Miss Provence                    | Sonia Dziabas                | Saint-Cyr-sur-Mer        |                          | 18 ans |
| Miss Quercy                      | Cathy Goursat                | Figeac                   |                          | 19 ans |
| Miss Réunion                     | Laurence Lam Wing Hime       | Saint-Denis              |                          | 17 ans |
| Miss Rhône-Alpes                 | Laurence Benguigui           | Chambéry                 |                          | 21 ans |
| Miss Rouergue                    | Séverine Briois              | Espalion                 | Millau                   | 18 ans |
| Miss Saint-Étienne-Pays-du-Forez | Maud Mahuet                  | Saint-Étienne            |                          | 18 ans |
| Miss Savoie                      | Nadège Pichol-Thievend       | Voglans                  |                          | 19 ans |
| Miss Tahiti                      | Tania Noble                  | Papeete                  |                          | 21 ans |
| Miss Toulouse                    | Anne Vitrat                  | Toulouse                 |                          | 18 ans |